# Haga (Solna)
Haga é um bairro tradicional sueco do Município de Solna, no Condado de Estocolmo, na Suécia. 

## Património
- Hagaparken – Parque de Haga, em estilo inglês
- Haga slott - Palácio de Haga - palácio real, residência da princesa Vitória e do seu marido, Daniel, Duque da Gotalândia Ocidental.
- Kungliga begravningsplatsen - Cemitério real